# Ariel Stofenmacher
Ariel Stofenmacher (Buenos Aires, 31 de mayo de 1963) es un rabino argentino, rector del Seminario Rabínico Latinoamericano Marshall T. Meyer y rector/fundador del Instituto Universitario Abarbanel desde el año 2023.

## Trayectoria
Estudió Ingeniería en la UBA y en la Universidad de la Marina Mercante, donde se graduó en 1991. Posteriormente, continuó sus estudios en la Questrom School of Business de la Universidad de Boston, donde obtuvo una Maestría en Gestión y Finanzas en 1994.
En 1981, inició sus estudios en el Seminario Rabínico Latinoamericano "Marshall T. Meyer", donde recibió la Ordenación Rabínica en 1993.
Es doctorando en Talmud en el Jewish Theological Seminary que en 2022 le confirió un doctorado en Divinity (HC)
Desde el 2011 se desempeña como rector y presidente ejecutivo del Seminario Rabínico Latinoamericano Marshall T. Meyer, reconocida como una de las principales instituciones iberoamericanas para la formación de liderazgo judío. Además, desde 2019, es parte del of Jewish Laws and Standards (CJLS) of the Rabbinical Assembly.
También es el fundador y rector del Instituto Universitario Abarbanel desde el año 2023.
Stofenmacher ha promovido activamente el diálogo entre religiones. En 2022, lideró una delegación al Vaticano, donde se reunió con el Papa Francisco para discutir acerca de cómo fomentar y mejorar el diálogo interreligioso.

## Obra
- El Concilio Vaticano ll y los judios (1ª edición). Ediciones Seminario Rabínico Latinoamericano Marshal T. Meyer. 2015. ISBN 978-987-45768-1-1., en coautoria con Abraham Skorka.
- Birkon Latino (1ª edición). Ediciones Seminario Rabínico Latinoamericano Marshal T. Meyer. 2015. ISBN 978-987-45768-0-4.